# واشتیالی
وشتیالی (گرجی: ვაშტიალი) یک روستا در شهرداری ازورگتی ناحیه گوریا در غرب گرجستان است.